# Villa Borghese
Villa Borghese è un grande parco cittadino nella città di Roma che comprende sistemazioni a verde di diverso tipo, dal giardino all'italiana alle ampie aree di stile inglese, edifici, piccoli fabbricati, fontane e laghetti.
Si estende in gran parte sul quartiere Pinciano e in piccola parte sul rione Campo Marzio, divisi dalle Mura aureliane, e con 80 ettari è il quinto più grande parco pubblico a Roma, dopo la parte pubblica del Parco regionale dell'Appia antica, il Parco regionale urbano del Pineto, Villa Doria Pamphilj e Villa Ada.

## Storia
Il nucleo della tenuta era già di proprietà dei Borghese nel 1580, sul sito del quale è stata identificata anche la posizione dei giardini di Lucullo (o horti luculliani).
Il possedimento fu ampliato con una serie di acquisti e acquisizioni dal cardinale Scipione Borghese, nipote di papa Paolo V e futuro patrono di Gianlorenzo Bernini, con l'intento di crearvi una "villa di delizie" e il più vasto giardino costruito a Roma dall'antichità. Nel 1606 la realizzazione degli edifici fu affidata dal cardinale agli architetti Flaminio Ponzio e, dopo la morte del predecessore, a Giovanni Vasanzio (Jan van Santen); gli architetti furono affiancati dal giardiniere Domenico Savini da Montelpulciano e dall'intervento anche di altri artisti, quali Pietro e Gianlorenzo Bernini. La villa fu completata nel 1633.
Nel 1766 lavori di trasformazione furono intrapresi dal principe Marcantonio IV Borghese (1730-1809), nel "Casino nobile" (ora sede della Galleria Borghese) e nel "Casino dei giuochi d'acqua" (attuale "Aranciera" e sede del Museo Carlo Bilotti), e soprattutto nel parco, con la sistemazione del "Giardino del lago", ad opera degli architetti Antonio Asprucci ed il figlio Mario. Tutto il giardino venne ornato di fontane e piccole fabbriche che permettevano di godere di scorci prospettici suggestivi.
Agli inizi del XIX secolo la villa venne ulteriormente ampliata da Camillo Borghese con l'acquisto di terreni verso porta del Popolo e porta Pinciana, che furono integrati alla villa con l'intervento dell'architetto Luigi Canina. Nel corso del secolo gran parte del precedente giardino all'italiana fu trasformato in giardino di paesaggio di gusto inglese.
Durante tutto il secolo i giardini furono aperti per il passeggio festivo e vi erano ospitate feste popolari con canti e balli.
Il complesso - caso unico tra le grandi ville patrizie della città, i cui parchi furono tutti assoggettati a lottizzazione, e anche le ville raramente salvate - fu acquistato dallo Stato italiano nel 1901 e ceduto al comune di Roma nel 1903 per essere stabilmente aperto al pubblico, proprio mentre iniziava la lottizzazione della confinante Villa Ludovisi sui cui terreni stava sorgendo l'omonimo quartiere. La villa fu acquistata per 3 milioni di lire dell'epoca (equivalenti a circa 10 milioni di euro attuali), e denominata ufficialmente "Villa comunale Umberto I già Borghese". I romani non smisero mai di chiamarla villa Borghese.

## Descrizione
Il grande parco contiene diversi edifici ed ha 9 ingressi: tra i più frequentati quello di porta Pinciana, quello dalla scalinata di Trinità dei Monti, quello dalle rampe del Pincio a piazza del Popolo quello monumentale di piazzale Flaminio e quello dalla stazione Spagna della linea A. Il "giardino del Pincio" (corrispondente al colle Pincio), nella parte sud del parco, offre un noto panorama su Roma. 
L'edificio della villa ("villa Borghese Pinciana"), oggi sede della Galleria Borghese, fu costruita dall'architetto Flaminio Ponzio, che sviluppò gli schizzi di Scipione Borghese. Alla morte di Ponzio, i lavori furono terminati dal fiammingo Giovanni Vasanzio. L'edificio fu destinato da Camillo Borghese a contenere le sculture di Bernini, tra cui il David e Apollo e Dafne, e di Antonio Canova (Paolina Borghese) nonché le pitture di Tiziano, Raffaello e del Caravaggio.
Contigua a villa Borghese, ma oggi fuori dal perimetro vero e proprio del parco, ai piedi del colle, è villa Giulia, costruita nel 1551 - 1555 come residenza estiva per papa Giulio III, che ora ospita il Museo nazionale etrusco. Era legata a villa Borghese anche villa Medici, sede dell'Accademia francese a Roma. Altri edifici sparsi nei giardini di villa Borghese, su viale delle Belle Arti, sono stati edificati in occasione dell'esposizione nazionale tenutasi a Roma nel 1911 per festeggiare il cinquantenario dell'Unità d'Italia. La Galleria nazionale d'arte moderna risale a questo periodo.
La villa ospita anche lo zoo di Roma, sul finire del XX secolo trasformato in Bioparco, con il Museo civico di zoologia, mentre la "Casina delle Rose" è oggi la sede della Casa del Cinema. Nei pressi di quest'ultima si trova il Cinema dei Piccoli, la sala cinematografica più piccola al mondo.
È sede del Concorso ippico internazionale "Piazza di Siena", giunto nel 2023 alla 90ª edizione.
Nel 2003 è stato inaugurato il Silvano Toti Globe Theatre, una ricostruzione del Globe Theatre di Londra.
Il compositore bolognese Ottorino Respighi, amante della città di Roma, dedica un brano ai "Pini di Villa Borghese" nel suo noto poema sinfonico intitolato I pini di Roma.

## Edifici

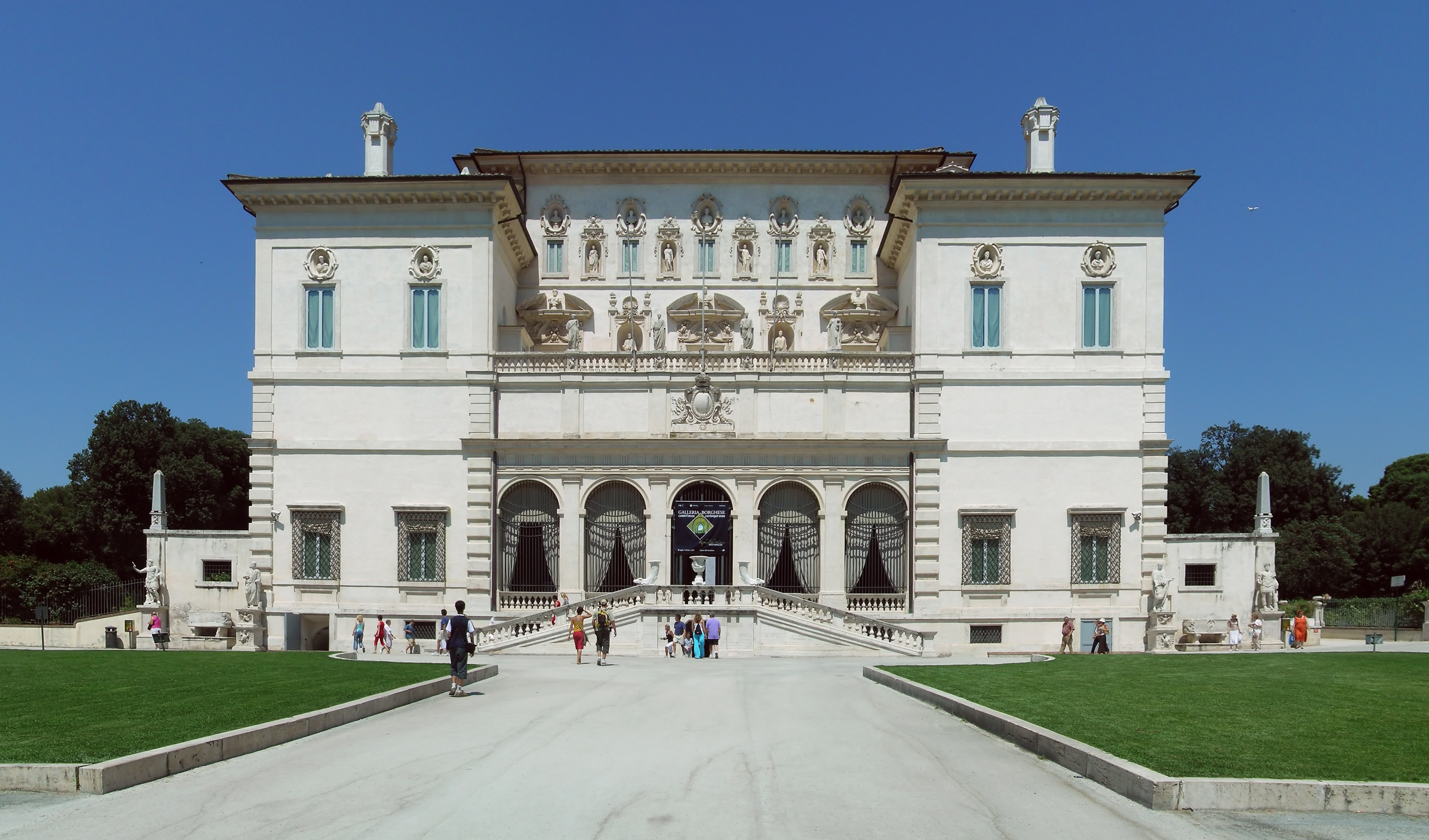
La facciata del Casino Nobile (cosiddetta villa Borghese Pinciana)

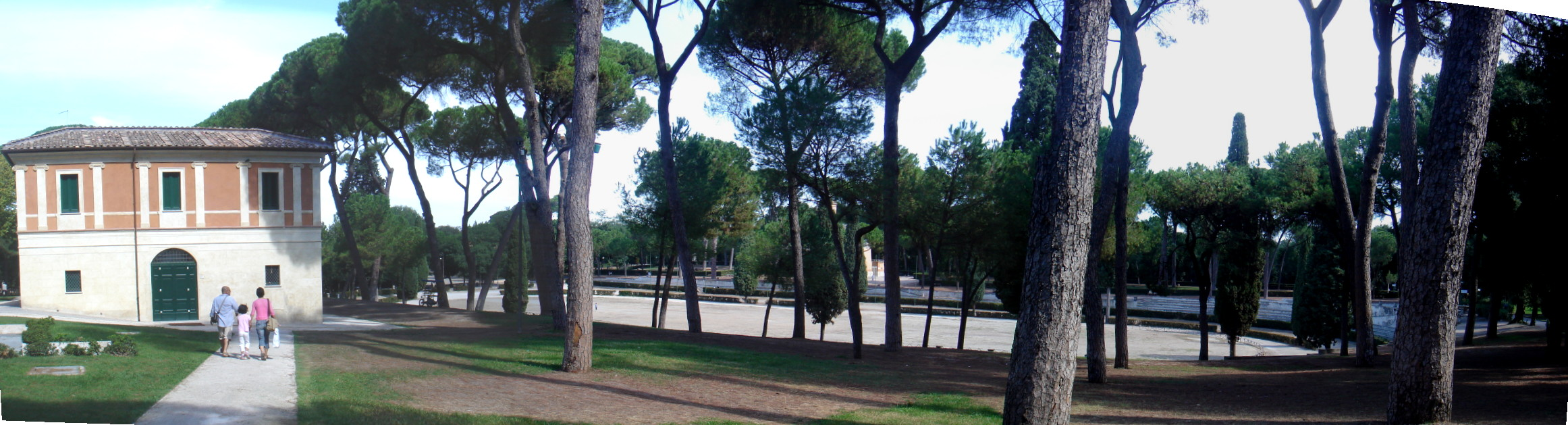
La Casina di Raffaello e piazza di Siena

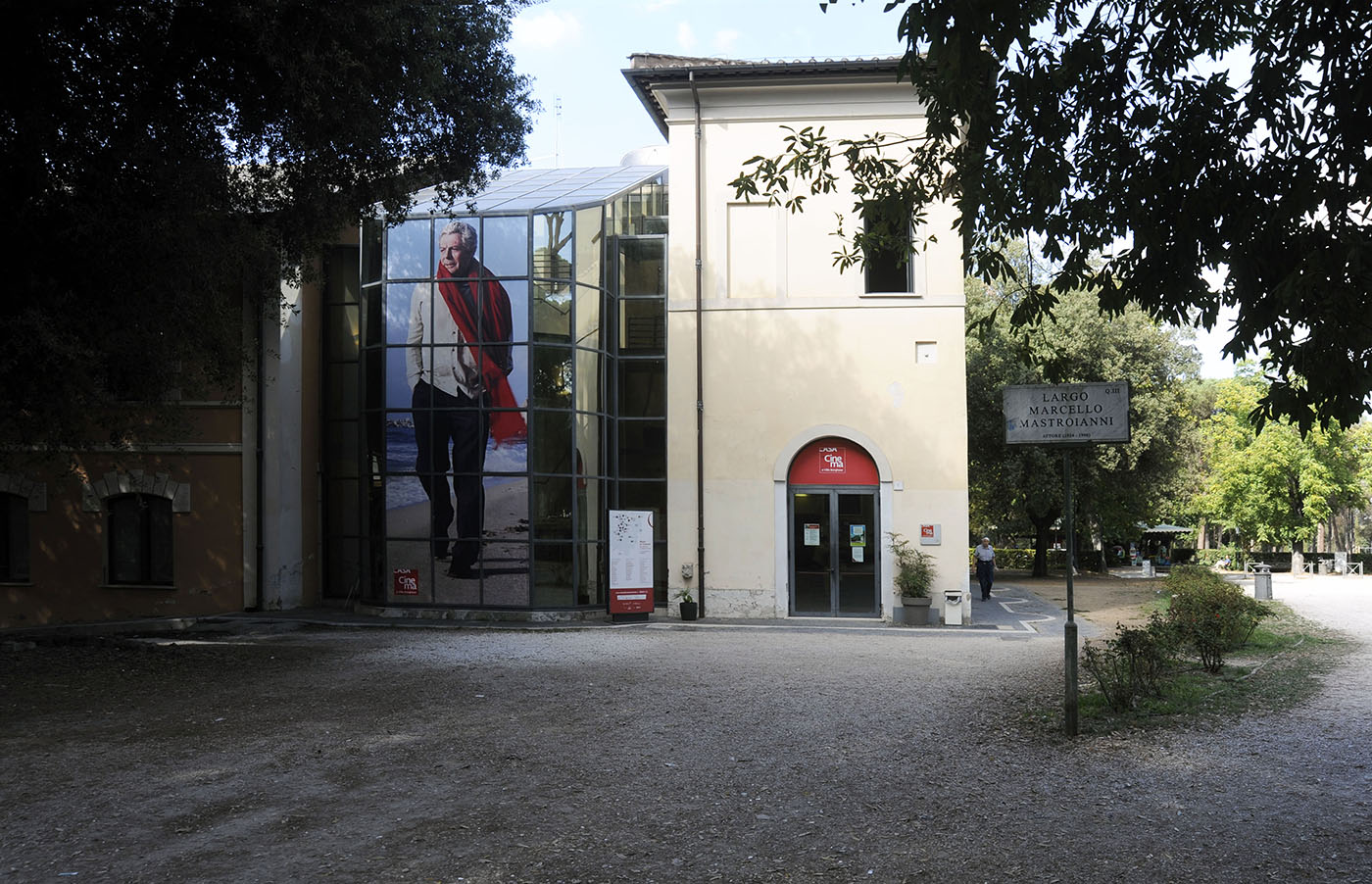
Casa del Cinema

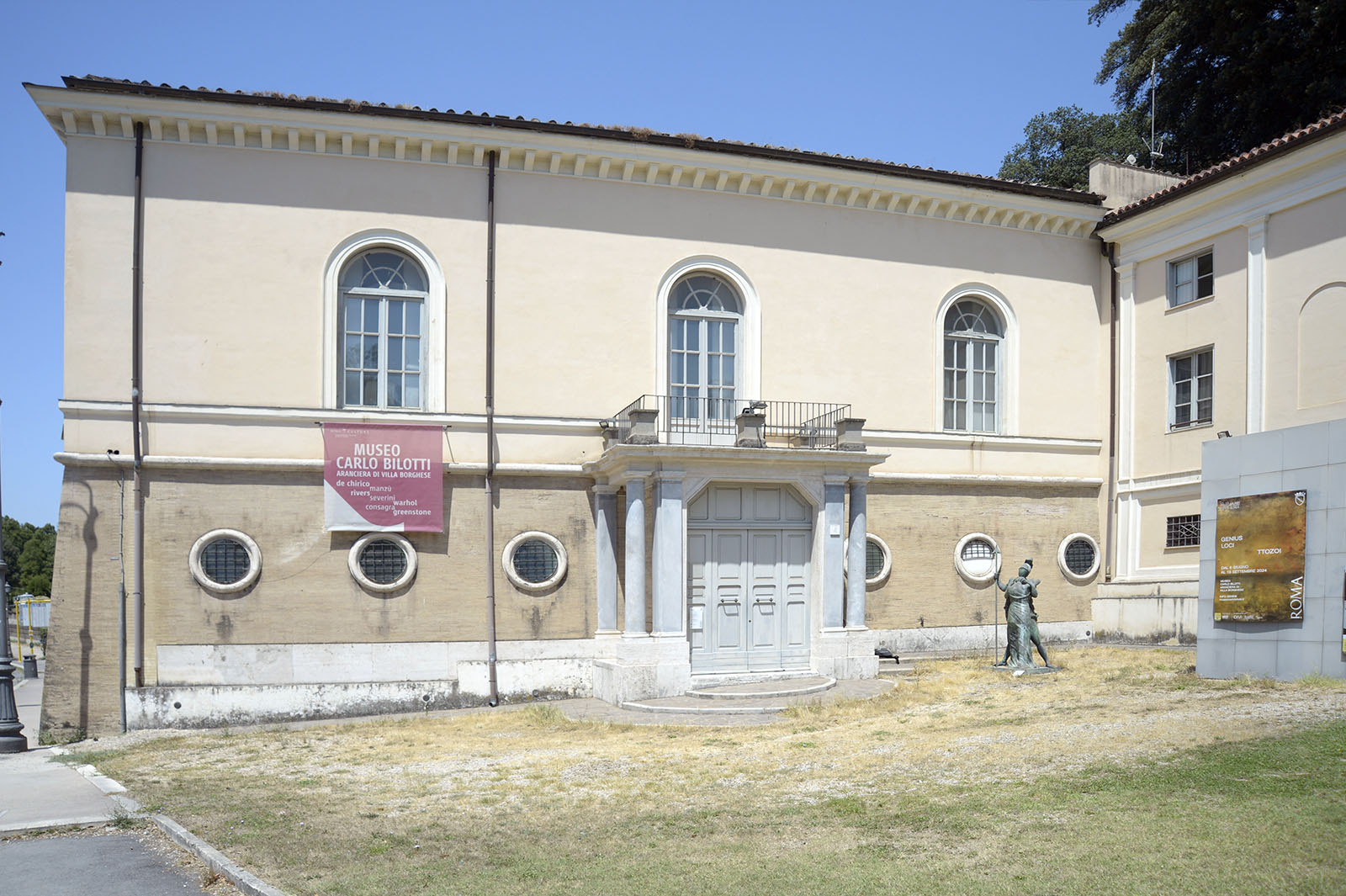
Il Museo Bilotti

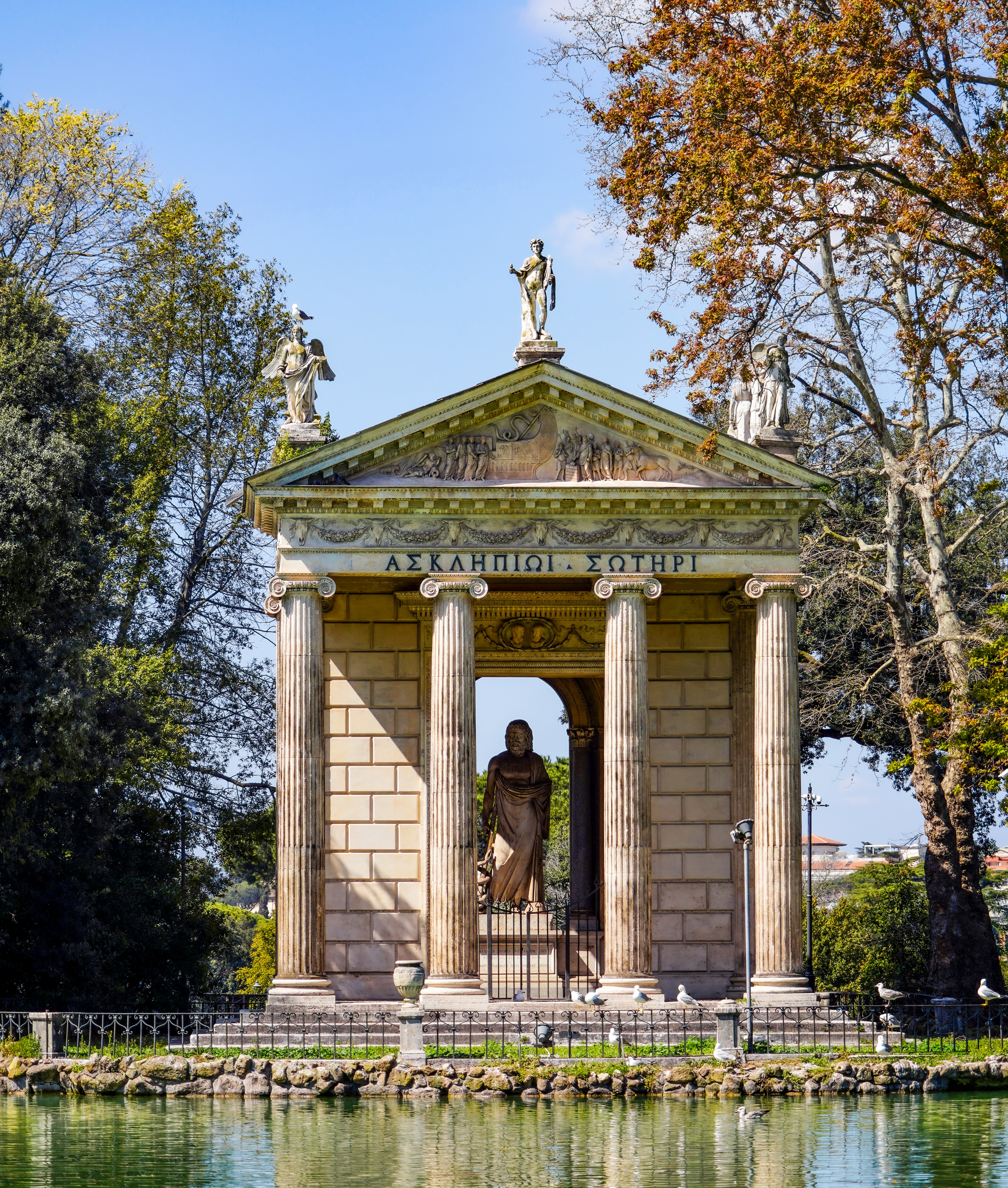
Giardino del Lago con Tempio di Esculapio

Il parco della villa ospita numerosi edifici. Tra i più importanti vi sono:
- Aranciera (Museo Carlo Bilotti)
- Casale Cenci-Giustiniani

È sito in viale David Lubin. In una planimetria del 1828 era indicato come casa dipendente degli Orti Giustiniani ed in una incisione del 1840 disegnata da G.H. Busse come Casale Giustinani. Le facciate e il portico ospitano dei lacerti di affreschi che rappresentano delle sculture e prospettive a trompe l'œil. Attualmente ospita un'associazione culturale.
- Casino del Graziano

È sito in viale del Giardino Zoologico ai confini della Valle dei Platani. Nel 1616 fu comprato dal cardinale Borghese per farvi una mostra di quadri e statue, ma principalmente fu usato come casino di delitia e riposo dopo le battute di caccia. All'interno vi sono degli affreschi. Originariamente, prima dell'acquisto del Cardinale Borghese, il Casino era di un certo Stefano Graziani, personaggio di cui si ignora la biografia, ma certamente non fu lui il committente della costruzione dell'edificio, in quanto la costruzione risale al secolo precedente.
L'edificio consta di tre piani: nei primi due vi sono due stanze e un corridoio centrale, mentre al terzo è una stanza loggiata. Il palazzo ha un muro di cinta, due cortili quadrati con fontana centrale decorata a roccaglie, resti di decorazioni a stucco.
Secondo Montelanici in una delle due fontane era una statua di Venere e nei giardini erano aiole ornate di mortella.
Al pian terreno vi sono decorazioni cinquecentesche a grottesche, tra cui degno di menzione è il "Ratto di Europa" richiamante lo stile di Prospero Fontana.
Al piano superiore un fregio rappresentante un paesaggio incorniciato da puttini è posto lungo il perimetro superiore di una delle due stanze.
Durante la residenza dei Borghese vi erano arredi pregevoli, quadri e statue provenienti da scavi nelle proprietà di famiglia.
- Casina delle Rose - Casa del Cinema

È sita in piazzale Marcello Mastroianni. Dal 1748 fu parte di villa Manfroni, in seguito fu acquistata dai Borghese e ristrutturata da Luigi Canina.
Questo edificio viene rappresentato in una cartina di Roma realizzata da Nolli nel 1748 come parte della suindicata villa Manfroni. La villa fu acquistata dai Borghese nel 1833 insieme a una villa più antica.
Questo complesso viene descritto nell'atto di vendita come villetta sita fuori Porta del Popolo e Porta Salaria, confinante da un lato con la strada delle mura, dall'altro con la villa dei Principi Borghese, composta di vigne e di alberi da frutto, di vari viali, un casino nobile, un fienile, una casetta rurale presso il casino nobile, un tinello, un giardino con un'uccelliera, una grotta, una neviera e un pozzo.
L'area fu decisamente trasformata, in modo da non rendere riconoscibile l'aspetto e l'assetto originario, con l'inaugurazione di una strada carrozzabile e con l'inserimento dell'ingresso verso la Porta Pinciana; anche la Casina fu modificata.
Nel 1834 la Casina fu ristrutturata per essere adibita a trattoria, come narrato da Gioachino Belli.
Una rappresentazione successiva è la litografia del 1842 di Landesio e Rosa.
L'edificio consisteva in due corpi di fabbrica, divisi mediante un cortile interno.
L'edificio più arcaico era sito verso Porta Pinciana. Consisteva in un loggiato con quattro archi corrispondente a una loggia coperta al piano superiore. Questa costruzione era circondata da un giardino.
Oltre il cortile vi era un edificio rustico, costituito da un fienile e dalla residenza dell'addetto alle vigne.
Nel 1849 la Casina fu colpita dai bombardamenti. Fu restaurata nel 1854 e destinata a vaccheria.
Quando fu restaurata, il cortile interno fu chiuso per creare nuovi locali e la zona rustica fu rimodellata secondo gli chalet alpini.
In seguito la Casina fu trasformata in dancing e successivamente in punto di ristoro.
Non rimane traccia delle decorazioni interne, eccetto un affresco con stemmi e delle vedute cinquecentesche in degrado.
Attualmente è sede della Casa del Cinema.
- Casina del lago - caffetteria Bilotti

È sita nel Giardino del Lago in via dell'Aranciera. Trattasi di un piccolo chalet risalente agli anni venti del XX secolo. Attualmente, al suo interno vi è la caffetteria del Museo Carlo Bilotti.

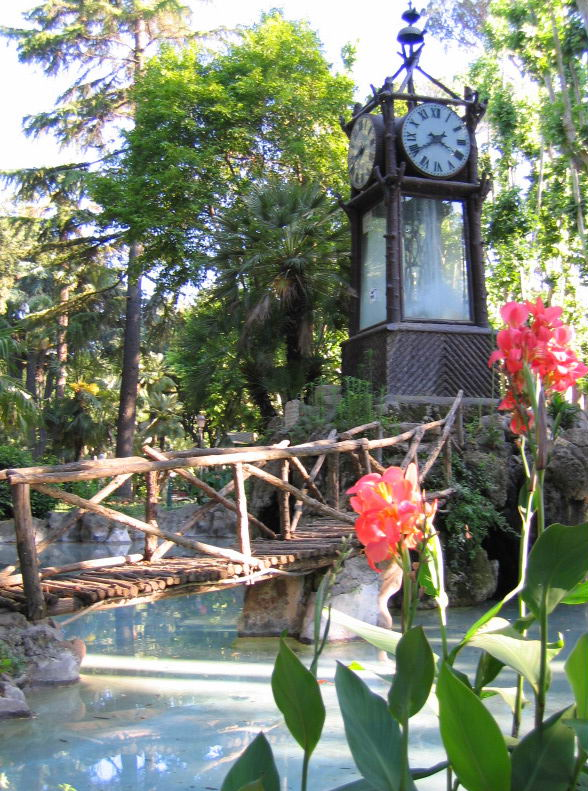
L'orologio ad acqua

- Casina dell'Orologio

È sita in Piazza di Siena.
Come descritto da documenti seicenteschi, la Casina era utilizzata dal giardiniere come abitazione.
Nel Settecento, sotto la direzione degli Asprucci, vi fu inserito un porticato, trasformazione attribuita a Nicola Fagioli che sicuramente inserì l'orologio; di questo periodo è la struttura con basamento a bugnato, interrotto da vari portali con archi anch'essi bugnati.
L'edificio è a due piani, sormontato da una torretta con quattro orologi e coronamento a piccolo tempio circolare a cupola, sorretta da otto colonne doriche. La torre ospita tre campane; nel suo apice è posta una banderuola.
Dopo questa trasformazione, terminata nel 1791, l'edificio divenne museo con il materiale di scavo proveniente da Gabii e fu chiamato "Casino di Gabi". Il museo fu smantellato nel 1807 e il materiale che vi era esposto venne trasferito al Museo del Louvre. Della destinazione dell'edificio a museo rimangono due iscrizioni, sovrastate da due statue.
Nella seconda metà del XIX secolo, l'edificio ospitò varie mostre di acquerelli di artisti romani.
In seguito, quando la villa passò al comune di Roma, non si fa menzione della destinazione d'uso della Casina.
Ora al suo interno ospita uffici comunali.
- Casino detto di Raffaello
- Casino Nobile (Galleria Borghese)
- Fortezzuola (Museo Pietro Canonica)
- Galoppatoio (Villetta Doria)

È sita tra via del galoppatoio e via San Paolo del Brasile. Anticamente era di proprietà di Giuseppe Doria Pamphilj, al momento dell'acquisto di Giuseppe Doria Pamphilj, il podere era formato da una vigna, poi fu trasformato in un giardino all'inglese da Francesco Bettini dal 1785 al 1790. Questo giardino all'inglese era composto da piante esotiche secondo la moda dei giardini inglesi. Tra le piante sono da menzionare:
ananas;
liriodendri;
cedri del Libano;
sofora japonica;
yucca;
aloe.
Non vi erano molti edifici, i quali erano rustici escluso il casino di Raffaello, con gli affreschi in stile raffaellesco attribuiti a Girolamo Siciolante da Sermoneta.
Le attrazioni della villa erano le fabbriche, di cui ricordiamo:
i finti ruderi gotici;
la pagoda cinese;
l'isola artificiale con un tempio neoclassico;

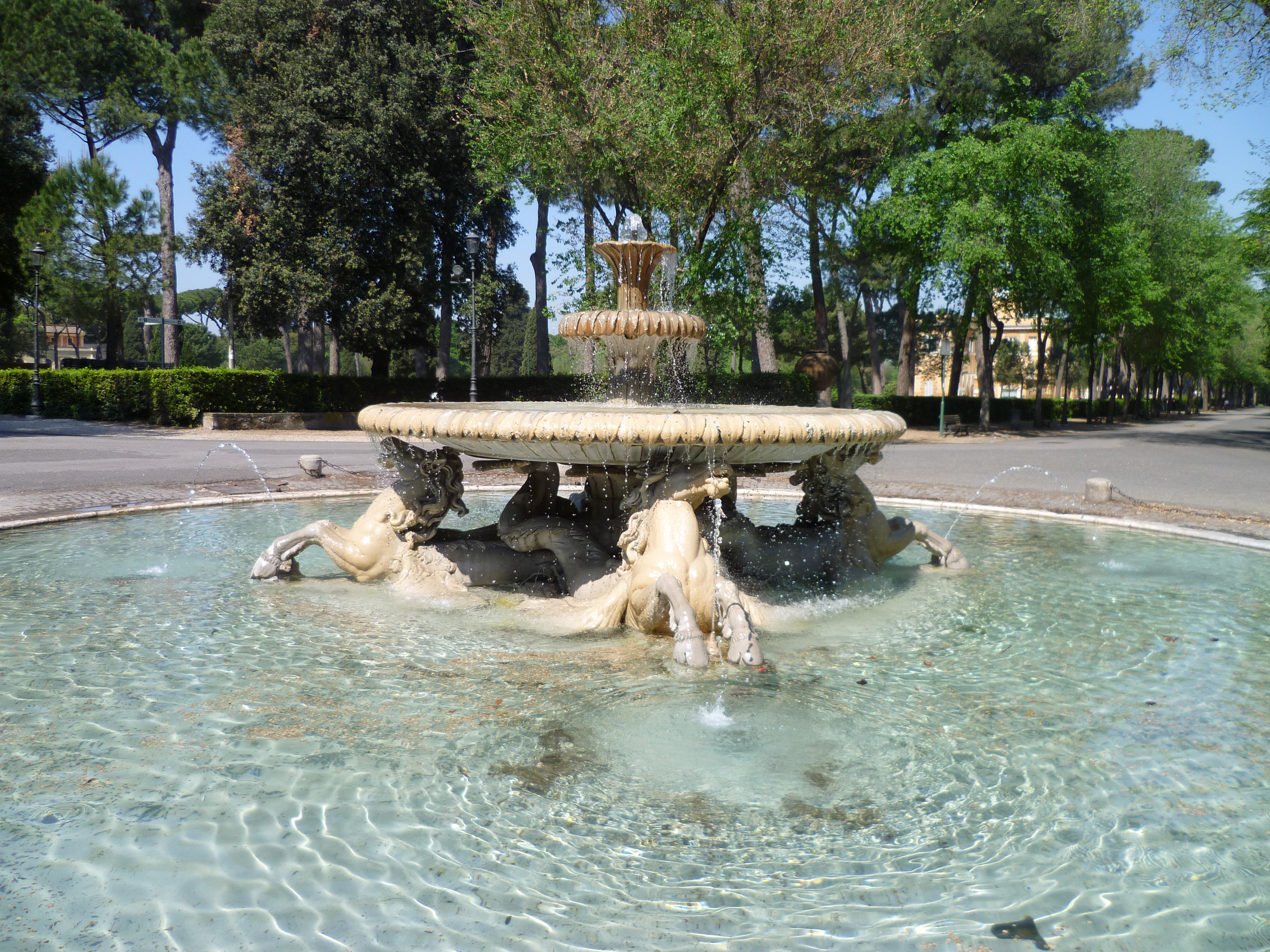
Fontana dei cavalli marini

i ponti con rifiniture esotiche;
un romitorio;
fontane.
Nel 1798 Giuseppe Doria Pamphilj vendette la proprietà, trasportando alcune delle opere nella villa del fratello. Nel 1831 la villetta Doria venne acquistata dai Borghese.
La zona fu bombardata dai francesi nel 1849, bombardamento che distrusse anche il casino di Raffaello, ma i Borghese riuscirono a trasportare gli affreschi nel Casino Nobile della villa.
Nella seconda metà dell'Ottocento fu utilizzato come galoppatoio. Ogni ricordo storico fu distrutto negli anni settanta del XX secolo per realizzare un parcheggio seminterrato, tuttavia il nome (galoppatoio) e l'uso ne rimangono tuttora.
- Meridiana

È sita in viale dell'Uccelliera.
Fu creata da Carlo Rainaldi successivamente all'Uccelliera per chiudere in maniera monumentale il terzo giardino segreto, al posto di un piccolo edificio rurale raffigurato nella piantina di Simone Delfico.
Viene chiamata anche seconda uccelliera poiché richiama il prospetto del giardino interno.
Consta di una meridiana con decorazioni in marmo e stucco.
La facciata verso l'ingresso al parco dei Daini è più semplice, con lesene alternate a porte, che corrispondono ai piani superiori a nicchie e a finestre.
L'edificio ospita il centro informazioni e il centro di documentazione della villa.

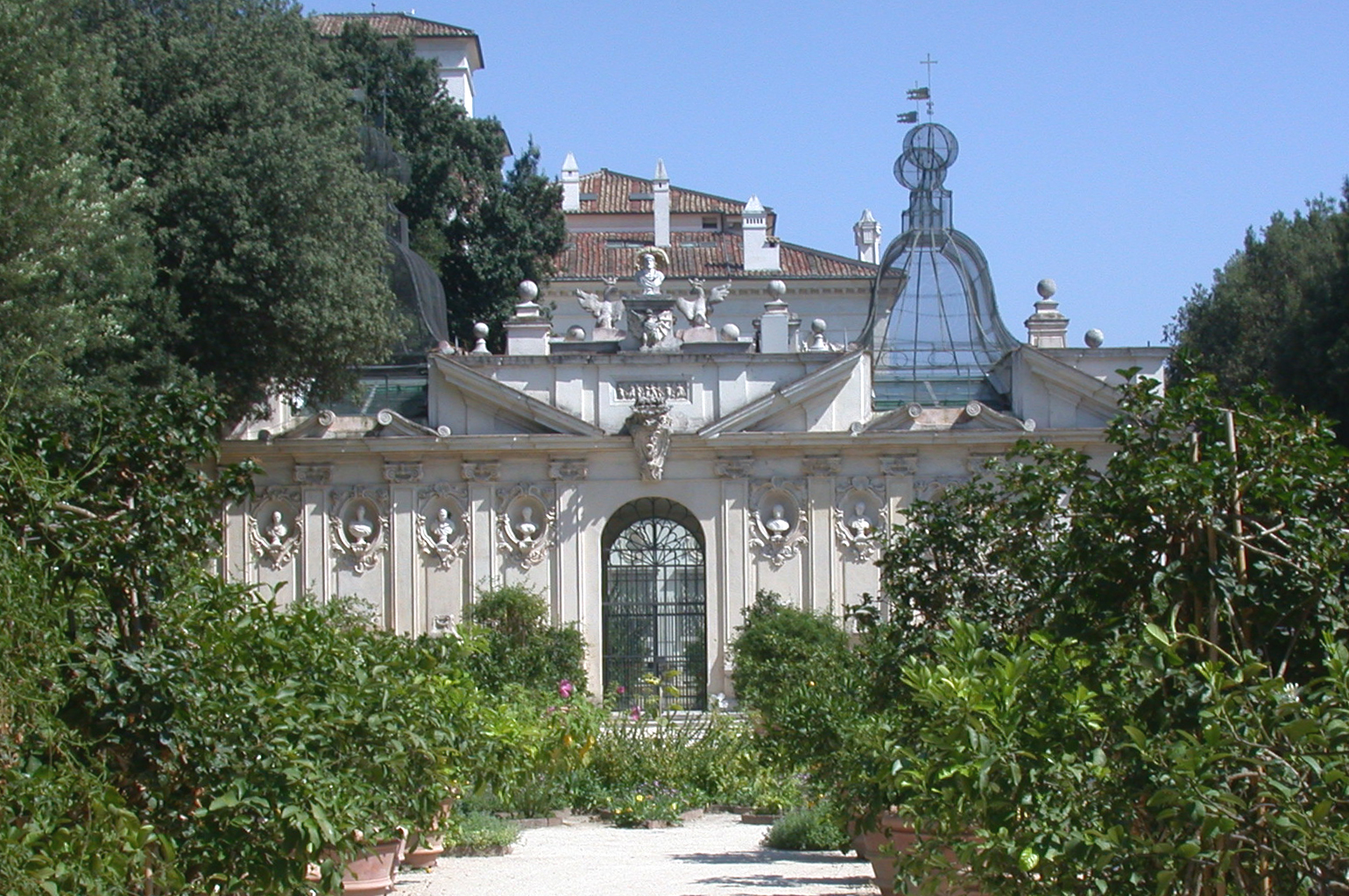
L'Uccelliera

- Uccelliera

È sita in viale dell'Uccelliera.
Fu progettata da Girolamo Rainaldi.
Fu realizzata in concomitanza del Casino Nobile come completamento della facciata del secondo giardino segreto.
La fabbrica è a pianta rettangolare, costituita da due vani e da un passaggio con copertura a volta che li unisce.
Lo stabile aveva affreschi. Le finestre hanno lesene e cornici. La facciata verso la meridiana è meno ricca di decorazioni, tuttavia lesene e cornici delle finestre contenevano busti poggianti su piedistalli.
Alcuni documenti narrano che nel quadriennio 1616-19 i visitatori potevano vedere uccelli rari e costosi all'interno dell'Uccelliera.
L'interno presenta degli affreschi.
- Silvano Toti Globe Theatre
- Cinema dei Piccoli
- Casina Valadier
- Villa Lubin

È sita in viale David Lubin. Fu disegnata da Pompeo Passerini ed edificata tra il 1906-1908, per ospitare inizialmente l'Istituto internazionale di agricoltura (IIA), precursore dell'Organizzazione delle Nazioni Unite per l'alimentazione e l'agricoltura (FAO). Attualmente è la sede del Consiglio nazionale dell'economia e del lavoro (CNEL).
- Casino degli Uffizi o delle Officine

È sito al confine con via Pinciana. L'edificio è antecedente alla proprietà dei Borghese. Nel periodo di realizzazione della villa, fu utilizzato come magazzino e laboratorio per il restauro dei pezzi da adibire agli edifici o ai giardini; questo verosimilmente le diede il nome. L'edificio, attualmente in restauro, è adibito a scuola materna; conserva all'interno alcuni pezzi che testimoniano la sua passata utilizzazione.

## I recinti
- Il primo recinto

Le peculiarità di questa zona sono l'abbondanza di alberi che davano l'impressione di un fitto bosco e gli arredi, tra cui fontane e statue. La zona è percorsa da nove viali, di cui sei con direzione nord-sud e tre con direzione est-ovest. Tutta la zona di questo recinto era ripartita in 23 riquadri.
Nei pressi del Casino Nobile erano 2 boschi di lauri, un boschetto di lecci e abeti con siepi in alloro, qualche cipresso e olmo; presso il Viale degli Olmi erano parecchi pini che attorniavano l'abitazione del custode del parco, che veniva chiamato "Casino del pineto", edificio distrutto nel 1849. Il vialone di confine tra il primo e il terzo recinto era attorniato da melograni e terminante in una piccola ragnaia (piccolo bosco con una rete, detta ragna, per la cattura di uccelli), sita presso il terzo recinto e ampia circa un ettaro, con al centro un canale in peperino ove scorreva l'acqua. I frutti e l'acqua attiravano gli uccelli, che venivano predati in battute di caccia mediante la chiusura della zona mediante delle reti. La ragnaia, così come la più ampia ragnaia del terzo recinto, erano opera verosimilmente del giardiniere Domenico Savino, che con le ragnaie ha dato alla villa un'impronta tipicamente toscana.
Il primo recinto, con l'abbattimento dei muri di cinta nel Settecento, ha mantenuto la suddivisione in riquadri e il sistema viario; tuttavia la ragnaia già nel XIX secolo risulta scomparsa e, successivamente, scomparvero anche gli olmi colpiti dalla grafiosi, che negli anni trenta del XX secolo ha portato alla scomparsa della specie nella villa. Ciò nonostante, il primo recinto è quello che ha avuto meno ritocchi rispetto agli altri due e ancora presenta un aspetto neoclassico.
- Il secondo recinto

Il retro del Casino Nobile si affacciava su un grande piazzale, da cui ci si poteva immettere nel secondo recinto, che oggi corrisponde al Parco dei Daini, chiamato così perché, oltre alle gazzelle, vi erano daini che venivano lasciati liberi nel lecceto.
Il secondo recinto era zona riservata al principe: era possibile accedervi solamente dal Casino Nobile ed era cinto di mura che lo dividevano dalla campagna circostante.
Pochi edifici adornavano il secondo recinto, tra essi: l'edificio detto gli "Uffici", poi in parte demolito per l'ampliamento della strada e attualmente utilizzato come asilo; l'edificio anticamente utilizzato come fienile e in seguito totalmente demolito; il più recente serbatoio dell'Acqua Marcia di Raffaele de Vico.
- Terzo recinto

Questa sezione della villa era la più grande (misura circa 40 ettari) e i suoi confini si perdevano nella campagna romana. Tra le zone del recinto erano: il cosiddetto "Piano bello", una pianura con ottocento lecci che fu poi trasformata nel Giardino del Lago; un grande prato (la zona dell'attuale Bioparco di Roma); la Valle del Graziano, con una grande peschiera rustica, al cui centro era un'isoletta con due platani usata come rifugio per anatre e altri uccelli acquatici, e con in fondo il casino che conserva l'aspetto originario; la Valle di Piazza di Siena, in cui erano la ragnaia grande, il Gallinaro o Fortezzuola (usato anticamente come rifugio di struzzi e pavoni), il Casino dell'Orologio, la Casina di Raffaello, un altro palazzo scomparso detto "Serraglio dei Leoni".
Oltre alla ragnaia, vi erano lepri, daini, cervi e caprioli usati per battute di caccia per tutta la zona di questo recinto.
Un altro edificio del recinto è il Casino dei Giochi d'Acqua o Aranciera, più volte modificato nel corso del tempo.
Il terzo recinto è quello che ha avuto maggiori modifiche: il Piano dei Licini è stato trasformato in giardino all'inglese, la grande ragnaia in piazza di Siena, la peschiera della valle dei Platani è stata prosciugata e nel grande prato attualmente è il Bioparco

## Giardini

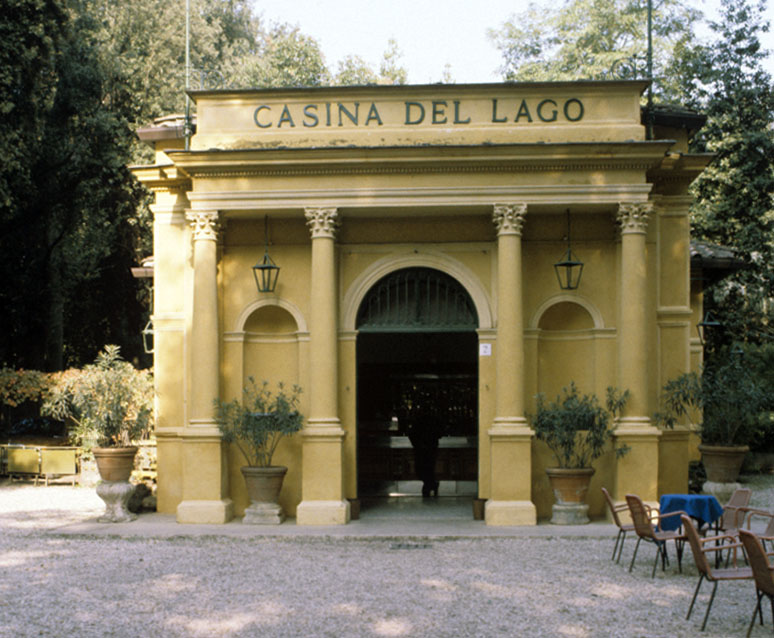
La Casina del lago nel 1972

- Giardino del Lago

Gli accessi al giardino sono in via Madama Letizia e in viale Pietro Canonica. Trattasi di un giardino all'inglese, trasformato da Piano dei licini da Marcantonio IV Borghese al termine del Settecento in un giardino alla moda. Assieme agli Asprucci come direttori dei lavori, si alternarono tra giardinieri e artisti persone come Jacob More. Caratteristico è il lago in cui si specchia il tempio di Esculapio.
Le prime fonti storiche che attestano dei lavori al Piano dei Licini risalgono al 1784, lavori che terminarono nel 1790 con direttore Mario Asprucci. Furono inseriti, oltre al suddetto tempio di Esculapio, il tempio di Antonino e Faustina e il tempio di Diana, tutti in stile neoclassico, opere immerse in un giardino in stile inglese, anche se la presenza di viali rettilinei e l'uso di arredi classicheggianti erano piuttosto lontani dai giardini alla moda dell'epoca in Francia e in Inghilterra. Di questi arredi rimane ben poco: oltre ai tre templi, il sarcofago di Fetonte, una colonna, qualche olla e una statua. Ma le citazioni dell'epoca suggeriscono che la zona era disseminata di statue. Il gruppo statuario più recente è quello in bronzo con i satiri che giocano col loro piccolo, del 1929.
Flora del giardino del lago:
Palme:
| Nome comune palma[23]                        | Nome scientifico palma[23] |
| -------------------------------------------- | -------------------------- |
| Trachicarpo                                  | Trachycarpus fortunei      |
| Palma di San Pietro o Palma nana             | Chamaerops humilis         |
| Palma delle Canarie                          | Phoenix canariensis        |
| Palma azzurra o Palma blu delle Esperidi[24] | Erythaea armata            |
| Palma di Guadalupe[25]                       | Erythaea edulis            |
Conifere:
| Nome comune conifera[23] | Nome scientifico conifera[23] |
| ------------------------ | ----------------------------- |
| Pino domestico           | Pinus pinea                   |
| Cipresso                 | Cupressus sempervirens        |
| Cedro dell'Himalaya      | Cedrus deodara                |
| Cipresso di Lawson       | Chamaecyparis lawsoniana      |
| Araucaria                | Araucaria bildwillii          |
| Cedro dell'Atlante       | Cedrus atlantica              |
| Cipresso calvo           | Taxodium distichum            |
| Cedro del Libano         | Cedrus libani                 |
| Cycas                    | Cycas revoluta                |
Piante originarie dell'estremo oriente o dell'Asia:
| Nome comune pianta[23]   | Nome scientifico pianta[23] |
| ------------------------ | --------------------------- |
| Bambù                    | Arundinaria japonica        |
| Cryptomeria              | Cryptomeria japonica        |
| Trachicarpo              | Trachycarpus fortunei       |
| Lagerstroemia indica[26] | Lagerstroemia indica        |
| Paulownia tomentosa      |                             |
| Arancio amaro            | Citrus aurantium            |
| Canfora                  | Cinnamomum camphora         |
Altre piante:
| Nome comune pianta[23] | Nome scientifico pianta[23] |
| ---------------------- | --------------------------- |
| Eucalipto              | Eucalyptus globulus         |
| Magnolia               | Magnolia grandiflora        |
Fauna del Giardino del Lago:
Avifauna:
Uccelli rapaci e corvidi:
| Nome comune rapace o corvide[27] | Nome scientifico rapace o corvide[27] |
| -------------------------------- | ------------------------------------- |
| Falco pellegrino                 | Falco peregrinus                      |
| Gheppio                          | Falco tinnunculus                     |
| Nibbio bruno                     | Milvus migrans                        |
| Cornacchia grigia                | Corvus cornix                         |
| Taccola                          | Coloeus monedula                      |
Passeriformi, gabbiani ed anatre:
| Nome comune passeriforme, gabbiano o anatra[27] | Nome scientifico passeriforme, gabbiano o anatra[27] |
| ----------------------------------------------- | ---------------------------------------------------- |
| Merlo                                           | Turdus merula                                        |
| Passero domestico                               | Passer domesticus italiae                            |
| Fringuello                                      | Fringilla coelebs                                    |
| Storno                                          | Sturnus vulgaris                                     |
| Gabbiano reale                                  | Larus cachinnans                                     |
| Gabbiano comune                                 | Larus ridibundus                                     |
| Germano reale                                   | Anas platyrhynchos                                   |
| Canapiglia                                      | Anas strepera                                        |
Altri uccelli
| Nome comune altri uccelli[27] | Nume scientifico altri uccelli[27] |
| ----------------------------- | ---------------------------------- |
| Cormorano[28]                 | Phalacrocorax carbo                |
| Gallinella d'acqua[29]        | Gallinula chloropus                |
| Colombi                       | Columba livia                      |
Ittiofauna
| Nome comune pesce[27] | Nome scientifico pesce[27] |
| --------------------- | -------------------------- |
| Persico trota         | Micropterus salmoides      |
| Persico sole          | Lepomis gibbosus           |
| Carpe                 | Cyprinus carpio            |
Mammiferi, rettili ed anfibi
| Nome comune mammiferi, rettili ed anfibi[27] | Nome scientifico mammiferi, rettili ed anfibi[27] |
| -------------------------------------------- | ------------------------------------------------- |
| Scoiattolo                                   | Sciurus vulgaris[30]                              |
| Ratto delle chiaviche                        | Rattus norvegicus                                 |
| Testuggine palustre americana                | Trachemys scripta elegans                         |
| Rospo comune                                 | Bufo bufo                                         |
| Rospo smeraldino                             | Bufotes viridis                                   |
- Giardino Piazzale Scipione Borghese o Giardino posteriore del Casino Nobile

Originariamente vi era la fontana del Narciso (Vedi la sezione fontane) attorniata da statue antiche, degli arredi e da quattro erme forse di Pietro e Gian Lorenzo Bernini. Il giardino, come lo vediamo oggi, è un'elaborazione novecentesca con la sostituzione della fontana precedente con quella di Venere (Vedi la sezione fontane) con attorno un giardino classico.
- Giardini Segreti

Sono siti in Viale dell'Uccelliera, al confine tra il primo ed il secondo recinto.
Originariamente erano posti ai due lati del Casino Nobile. Il primo era detto dei melangoli, mentre il secondo dei fiori. Risalgono al periodo del cardinale Scipione. Ve ne sono altri due risalenti all'incirca al 1680 siti tra i padiglioni dell'Uccelliera e della Meridiana. Erano adibite a piantagioni di fiori rari ed esotici, principalmente a bulbo. Uno di questi giardini aveva dei filari di agrumi presso i muri di cinta lunghi ed a fiori nei viali centrali. Nei libri mastri del 1610 vi sono dei mandati di pagamento per piante a bulbo. Il quarto giardino, o giardino di propagazione, è utilizzato come vivaio per le piante da utilizzare per gli altri tre giardini segreti.
Questi giardini sono di derivazione dell'hortus conclusus del medioevo, del rinascimento e dell'epoca barocca. In questi periodi i giardini segreti sono sempre cinti da mura.
Successivamente ai giardini più antichi vennero poste delle fontane marmore con la funzione di pilo.
Nel XIX secolo i giardini segreti risultano devastati dai bombardamenti francesi.
Agli inizi del XX secolo con l'apertura al pubblico, una nuova risistemazione riassettò le piante togliendo tutti i vegetali ritenuti allora impropri e la risistemazione fu più semplice e lineare e suddivisa in quattro aiole site attorno alle fontane centrali. Verso l'inizio della prima guerra mondiale si progettò già un nuovo intervento ai primi tre giardini segreti con la sistemazione di due gazebi per gli ospiti, ma già nel dopoguerra tali gazebi non esistevano più così come la fontana detta del Narciso lasciando il piazzale spoglio e vuoto. Indi furono inserite nuove aiole che furono distrutte durante la seconda guerra mondiale, tuttavia, dopo svariate trasformazioni nel corso dei secoli, poco rimane dell'impianto originale dei giardini segreti.
È possibile ottenere delle visite guidate ai Giardini Segreti.
- Giardini di Valle Giulia

Sono siti presso il piazzale Ferdowsi. Furono realizzati per l'mostra internazionale di belle arti del 1911 per ornare la scalinata creata da Cesare Bazzani come collegamento da Valle Giulia alla Villa stessa. I giardini balaustrati constano di due ninfei neoclassici.
- Parco dei Daini

È sito in via P. Raimondi. Il giardino era una riserva del principe ed era cinto da alcune erme di Pietro e Gian Lorenzo Bernini. Attaccato al muro di confine vi era la "Prospettiva del Teatro", del 1615, con decorazioni a rilievo. Il nome deriva dal fatto che nel parco, fino alla fine dell'Ottocento, vi erano dei daini e delle gazzelle.
Al margine del Parco dei Daini, in angolo tra via Pinciana e via Pietro Raimondi, è situata la "Caserma Villa Umberto", sede della squadra a cavallo della Polizia di Stato.
Flora del parco dei Daini:
| Nome comune pianta | Nome scientifico pianta |
| ------------------ | ----------------------- |
| Leccio             | Quercus ilex            |
| Alloro             | Laurus nobilis          |
| Pioppo nero        | Populus nigra           |
| Eucalipto          | Eucaliptus globulus     |
| Quercia rossa      | Quercus rubra           |
| Bagolaro           | Celtis australis        |
| Pino domestico     | Pinus pinea             |
| Cipresso comune    | Cupressum sempervirens  |
| Ulivo              | Olea europea            |

- Valle dei Platani

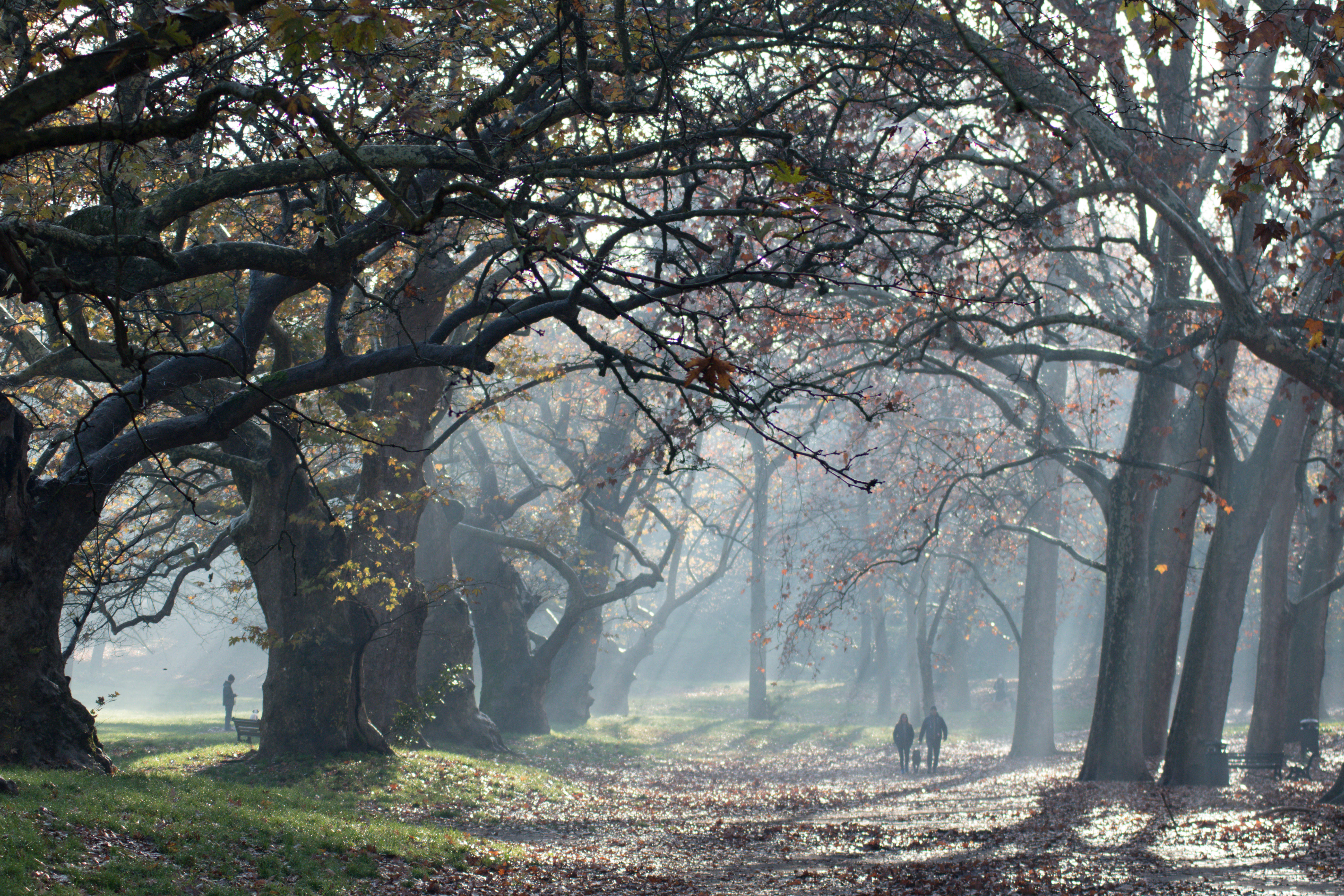
Valle dei Platani in Villa Borghese in un mattino di dicembre

È sita in Largo P. Picasso. È rimasta più o meno immutata dal Seicento ed è conosciuta anche col nome di "Valle dei cani", perché adibita ad area gioco per i cani. Consta, tra l'altro, di platani piantati dal cardinale Scipione.
Flora della Valle dei Platani:
| Nome comune pianta                  | Nome scientifico pianta |
| ----------------------------------- | ----------------------- |
| Platano                             | Platanus orientalis     |
| Tiglio                              | Tilia cordata           |
| Noce europeo o noce nostrano        | Juglans regia           |
| Noce nero                           | Juglans nigra           |
| Catalpa                             | Catalpa hignonoides     |
| Albizzia o Acacia di Costantinopoli | Albizzia julibrissin    |
| Bagolaro                            | Celtis australis        |
| Querce                              | Quercus rubra           |
| Querce                              | Quercus robur           |
| Castagno                            | Castanea sativa         |
| Acero negundo                       | Acer negundo            |
| Robinia                             | Robinia pseudoacacia    |
| Ippocastano                         | Aesculus hippocastanum  |
| Albero di Giuda                     | Cercis siliquastrum     |

- Giardini non più esistenti:
  - Giardino boschereccio

Era sito davanti al Casino Nobile. Era stato disegnato da Flaminio Ponzio nel 1606. Anticamente era suddiviso in 23 zone suddivise da siepi, che ospitavano le varie specie di alberi e degli arredi del tipo le Fontane Oscure (Vedi la sezione fontane) e la Grotta dei Vini. Allo stato attuale è percepibile la suddivisione con le siepi, ma la vegetazione all'interno di esse è stata variata con altre piante.
Flora attuale del Giardino Boschereccio:
| Nome comune pianta   | Nome scientifico pianta |
| -------------------- | ----------------------- |
| Leccio               | Quercus ilex            |
| Cedro dell'Atlante   | Cedrus atlantica        |
| Abete rosso          | Picea abies             |
| Pino da pinoli       | Pinus pinea             |
| Pino strobo          | Pinus strobus           |
| Cipresso comune      | Cupressum sempervirens  |
| Alloro               | Laurus nobilis          |
| Bosso comune         | Buxus sempervirens      |
| Cerro                | Quercus ilex            |
| Bagolaro             | Celtis australi         |
| Spino di Giuda       | Gleditsia triacanthos   |
| Quercia rossa        | Quercus rubra           |
| Albero di Giuda      | Cercis siliquastrum     |
| Mirabolano porporino | Prunus cerasifera       |
| Falsa acacia         | Robinia pseudoacacia    |
| Acero americano      | Acer negundo            |
| Olmo campestre       | Ulmus minor             |

## Fontane

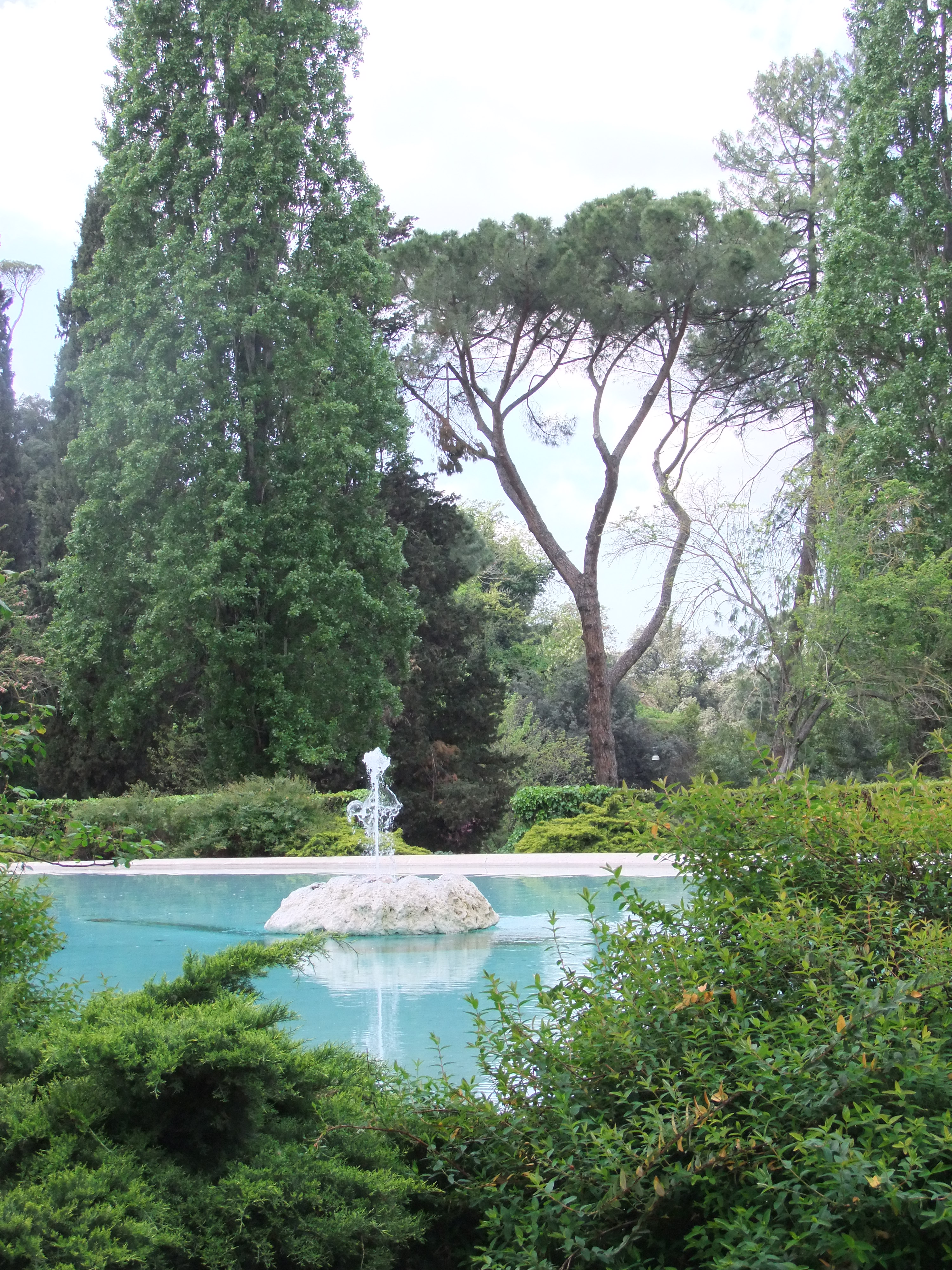
La Fontana del Peschiera, detta anche Fontana ovale

Le fontane di Villa Borghese furono costruite tra l'inizio del XVII e gli inizi del XX secolo. Le fontane si dividono in vari tipi: fontane usate come decorazione, fontane usate come punto di sosta e di refrigerio e fontane minori come elementi naturali.
Le fontane sotto elencate sono le principali, con cui quest'elenco vuole ripercorrere la collocazione originaria delle primitive fontane nel parco ideato da Flaminio Ponzio su commissione del cardinale Scipione Borghese Caffarelli, nipote di papa Paolo V. Nel 1610 fu affidato a Giovanni Fontana la costruzione dell'acquedotto dell'Acqua Felice e le fontane della villa. Alla morte di Flaminio Ponzio l'incarico di cura dell'abbellimento del parco fu affidato a Jan van Santen e successivamente da Girolamo Rainaldi. Durante il periodo di Marcantonio IV Borghese si iniziano nuovi ampliamenti ed abbellimenti della villa. Tali lavori furono affidati a Antonio e Mario Asprucci. In questo periodo fu realizzato il Giardino del Lago, rinnovando l'interesse per le fontane, che furono collocate secondo un nuovo schema e nuovi gusti, diventando costituenti essenziali dei lavori che proseguirono nei primi anni dell'Ottocento e del Novecento, quando Villa Borghese venne unita al Pincio. Raffaele De Vico costruì il serbatoio dell'Acqua Pia Antica Marcia, che approvvigionava l'acqua destinata alle fontane e ai laghetti della villa, ora fornita dal Peschiera.
| Nome fontana                                                | Periodo costruzione              | Posizionamento                                                                         | Descrizione e cenni storici |
| ----------------------------------------------------------- | -------------------------------- | -------------------------------------------------------------------------------------- | --- |
| Fontana dell'Anfora                                         |                                  |                                                                                        | |
| Fontana del Fiocco (o Fontana di Esculapio)                 | 1833                             | Piazza del Fiocco                                                                      | Fu progettata da Luigi Canina e realizzata successivamente tra il 1830 ed il 1834 per via dei lavori di ricongiungimento tra i terreni dei Borghese e Piazza del Popolo. La fontana si compone di una vasca con dei pezzi a roccaglia. È sormontata da un arco classico con una statua di Esculapio in restauro. |
| Fontana dei Cavalli Marini                                  | 1791                             | Piazzale omonimo                                                                       | Fu progettata dal pittore Cristopher Unterberger su un modello preesistente. La realizzazione è di Vincenzo Pacetti. Sostituisce nel settecento la precedente fontana del Mascherone distrutta insieme ai suoi recinti di delimitazione. La fontana è sita al centro di una piazza sita a sua volta presso un quadrivio. La fontana consta di una grande vasca circolare che è sorretta da quattro ippocampi. |
| Fontana del Mosè                                            |                                  |                                                                                        | |
| Fontana Oscura (già Fontana Ovale)                          | 1620                             | Viale del Museo Borghese                                                               | Trattasi di due fontane site ai lati del viale che li ospita. Anticamente erano dette "Fontana rotonda" e "Fontana ovale". Sono dette fontane oscure per via delle ombre create dagli alberi che le attorniano. |
| Fontana Oscura (già Fontana Rotonda)                        | 1620                             | Viale del Museo Borghese                                                               | Trattasi di due fontane site ai lati del viale che li ospita. Anticamente erano dette "Fontana rotonda" e "Fontana ovale". Sono dette fontane oscure per via delle ombre create dagli alberi che le attorniano. |
| Fontana del Peschiera (o Fontana Ovale)                     |                                  | Viale omonimo                                                                          | |
| Fontana dei Pupazzi                                         | Fine XVIII secolo                | Via dei Pupazzi altezza Piazza di Siena                                                | Verosimilmente la statua ha sostituito una statua con dei cavalli marini. La vasca in granito pare provenire dalla preesistente del Narciso anticamente posta al giardino dietro al Casino Nobile. Le statue dei putti e dei delfini sono state rubate nel 1983. |
| Fontana del Sarcofago delle Vittorie                        | 1917                             | Viale Goethe                                                                           | |
| Fontana con Sileno che versa l'acqua (o fontana di Atlante) | Inizio XX secolo                 | Laghetto del Parco dei Daini                                                           | Trattasi di un piccolo lago artificiale creato tra il 1922 e il 1925 da Raffaele de Vico, al cui centro è la statua in cemento raffigurante un sileno. |
| Prima Fontana della Venere                                  | XX secolo secondo alcuni         | Giardini all'italiana, Piazzale Ferdowsi                                               | |
| Seconda Fontana della Venere                                | XIX secolo                       | Piazzale Scipione Borghese                                                             | Consta di una vasca circolare con una statua di Venere su una scogliera. |
| Due Fontane delle Tartarughe                                | 1911                             | Esedra Petar II Petrovic Njegos, Esedra Giulio Carlo Argan                             | Queste due fontane poste sulla scalinata dei giardini di Valle Giulia sono del 1910, di Cesare Bazzani, e furono costruite per l'esposizione nazionale del 1911. Nel 2004 furono eseguiti restauri sia alle statue che alle piazze circostanti. |
| Fontana dell'Acqua Felice (o Mostra dell'Acqua Felix)       | Fine XVIII secolo                | Viale Pietro Canonica                                                                  | L'Acqua Felice fu portata a Villa Borghese da Giovanni Fontana nel 1910. Della struttura originaria attualmente rimane solo la mostra, costruita nel XVIII secolo da Antonio Asprucci, costituita da una lastra di un sarcofago sostenuta da due grifi e sormontata da un leone, in mezzo a due fontanelle a forma di conchiglia. |
| Fontana dell'Acqua Felice                                   | XVIII-XIX secolo                 | Viale Pietro Canonica                                                                  | N.B. Da non confondere con l'altra Fontana dell'Acqua Felice, vedi cella sopra. |
| Ninfeo Giustiniani                                          |                                  |                                                                                        | |
| Fontana dell'Aquila                                         | XVIII secolo                     | Primo Giardino Segreto                                                                 | Constano dei motivi araldici dei Borghese. |
| Fontana del Drago                                           | XVIII secolo                     | Secondo Giardino Segreto                                                               | Constano dei motivi araldici dei Borghese. |
| Quattro Fontanelle rustiche in marmo africano               | 1609-1623                        | Secondo e Terzo Giardino Segreto                                                       | |
| Fontana circolare                                           |                                  | Viale dell'Uccelliera-Quarto Giardino Segreto                                          | |
| Due Fontanine trilobate con bassorilievi                    | 1897 circa                       | Piazzale Museo Borghese                                                                | |
| Due fontanelle con vasca a forma di conchiglia              | 1618-1620                        | Piazzale Scipione Borghese                                                             | |
| Due Fontane delle Piramidi                                  | Fine XVII secolo                 | Viale delle Piramidi                                                                   | |
| Fontana con tazza baccellata                                |                                  | Sul retro della Fontana del Sarcofago delle Vittorie                                   | |
| Fontana dei Leoni                                           | Antecedente al 1788              | Viale Fiorello La Guardia                                                              | |
| Fontana con vasca ovale o fontama della Preschiera          | 1908                             | Viale Fiorello La Guardia                                                              | Venne realizzata quando fu costruito il ponte che collega Villa Borghese con il Pincio. |
| Ninfeo rustico con sarcofago                                | XVII secolo                      | Atrio della Palazzina dell'Aranciera-Museo Carlo Bilotti, Piazzale Victor Hugo         | |
| Fontana rustica e scogliera tufacea                         | XVII secolo                      | Lato sinistro della Palazzina dell'Aranciera-Museo Carlo Bilotti, Piazzale Victor Hugo | |
| Due fontane con vasca circolare                             | XX secolo                        | Giardino del lago                                                                      | |
| Fontana rustica circolare                                   | XX secolo                        | Giardino del lago                                                                      | |
| Quattro fontane con vaschette semicircolari                 | 1909                             | Giardino del lago                                                                      | Queste 2 fontane riutilizzano varie sculture provenienti da Piazza Navona |
| Fontana dei Mascheroni e Tritoni                            | 1909                             | Giardino del lago                                                                      | Queste 2 fontane riutilizzano varie sculture provenienti da Piazza Navona |
| Laghetto rustico                                            | 1791                             | Giardino del lago                                                                      | |
| Vasca con fontana in una nicchia                            | 1620                             | Giardino del lago                                                                      | |
| Fonte Gaia (o Fonte dei Satiri o Fonte dei Conigli)         | 1929                             | Giardino del lago                                                                      | Al centro del lago vi è una serie di sculture bronzee che rappresenta due satiri che reggono un giovane satiro. |
| Fontana di Diana                                            | XX secolo                        | Giardini all'italiana, Piazzale Ferdowsi                                               | |
| Due fontane con vasca addossate alla parete                 | XX secolo                        | Cortile del servizio giardini, Viale Esculapio                                         | |
| Fontana con vasca circolare                                 |                                  | Cortile del servizio giardini, Viale Esculapio                                         | |
| Fontana della Mietitrice                                    | Fine XIX secolo-Inizio XX secolo | Via degli Orti Giustiniani                                                             | |
| Fontana dei Delfini                                         |                                  | Via degli Orti Giustiniani                                                             | |
| Fontana-Ninfeo-Laghetto                                     | XVI secolo                       | Viale Giorgio Washington                                                               | Tali fontane erano già nella Villa Giustiniani |
| Fontana con statua maschile acefala raffigurante un fiume   | XVI secolo                       | Viale Giorgio Washington                                                               | Tali fontane erano già nella Villa Giustiniani |
| Vera da Pozzo                                               | XV secolo                        | Cortile del Museo Canonica                                                             | Questa fontana è a pianta ottagonale. In uno dei lati consta dello stemma del cardinale Rangoni. Originariamente era sita in uno dei vari chiostri demoliti della basilica di Santa Maria in Aracoeli poi posto nel giardino dei Fiori, tra l'Uccelliera e la Meridiana a Villa Borghese, poi, nel 1960 fu posta nell'attuale sistemazione, in seguito fu restaurato. Nel restauro furono tolte le croste nere dovute a fattori biologici e le chiazze rossastre di ruggine. Il restauro, inoltre, tolse le stuccature di cemento ed infine si coprì la fontana con un materiale idrorepellente per riparare la fontana dalle piogge e dalle variazioni di temperatura. |
| Fontana con mascherone                                      |                                  | Parete orientale del cortile del museo Canonica                                        | Il mascherone è in marmo bianco. L'acqua che fuoriesce dalla bocca del mascherone cade in una vasca in travertino avente la forma di una conchiglia che poggia su un basamento anch'esso in marmo bianco, però con decorazioni imitanti foglie di acanto. Nel restauro fu tolto il calcare ed il pitting. Dopo il restauro fu posto sulla superficie della fontana uno strato di protettivo idrorepellente. |

## Monumenti

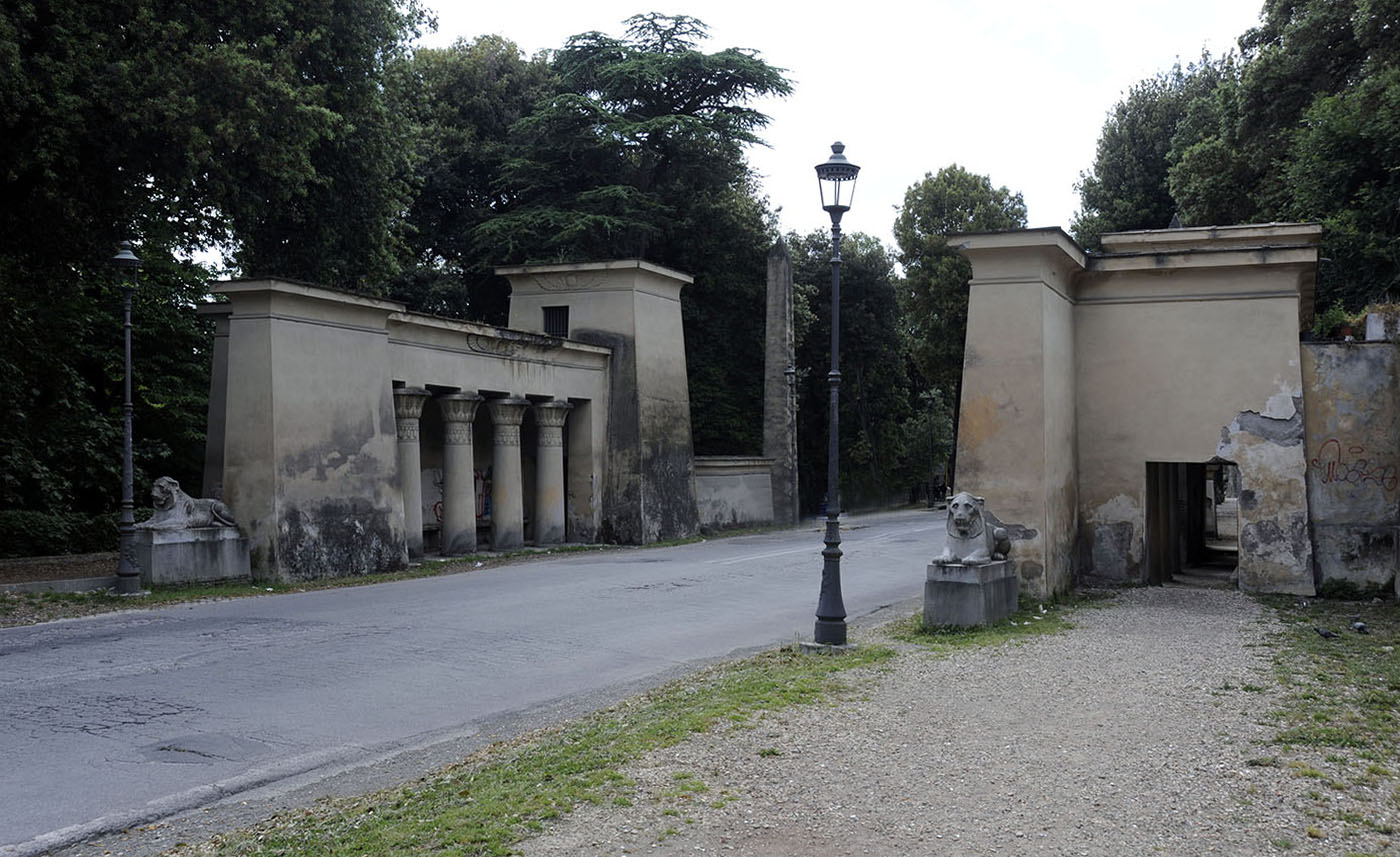
I propilei egizi

Accanto ai vari monumenti disseminati per la villa, vanno segnalati anche i numerosissimi busti posti lungo i suoi viali dal XIX secolo ad oggi.
| Monumento                                                     | Epoca di costruzione                                 | Localizzazione                                                              | Descrizione |
| ------------------------------------------------------------- | ---------------------------------------------------- | --------------------------------------------------------------------------- | --- |
| Orologio ad acqua                                             | 1873                                                 | Via dell'Orologio, Pincio                                                   | La fontana è stata costruita da Giovanni Battista Embrìaco |
| Chalet Rustico                                                |                                                      |                                                                             | |
| Edicola del Dace                                              | Inizio del Novecento                                 | Viale del Parco dei Daini                                                   | La statua del Dace è di età adrianea |
| Edicola della musa                                            | Tra il 1833 ed il 1842                               | Viale Goethe                                                                | La statua dalla veste pare essere una baccante, anche se delle aggiunte successive l'hanno trasformata in musa. |
| Grotta dei Vini                                               | XVII secolo circa                                    | Ingresso di Via Pinciana                                                    | Venne realizzata su disegno di Flaminio Ponzio. Fu utilizzata per organizzare feste, banchetti e cantina. Nella volta vi sono degli affreschi posti tra decorazioni in stucco con temi mitologici pagani disegnati da Archita Ricci. |
| Piazza di Siena                                               | 1792                                                 | Tra Viale Pietro Canonica e Viale dei Pupazzi                               | |
| Portico dei Leoni                                             | Tra la fine del Settecento e gli inizi del Ottocento | Viale Fiorello La Guardia                                                   | Fu iniziato da Antonio Asprucci e terminato da Luigi Canina secondo le mode dell'epoca. |
| Propilei Egizi                                                | 1825                                                 | Viale Fiorello La Guardia                                                   | Furono costruiti da Luigi Canina in stile egiziano. Univano i giardini del Muro Torto con il viale ove vennero posti i propilei. |
| Obelisco pinciano o Obelisco di Antinoo o Obelisco del Pincio | Epoca adrianea                                       | Piazza Bucarest                                                             | L'obelisco, in precedenza nel cortile della Pigna, venne collocato nel 1822 per volere di papa Pio VII. |
| Arco di Settimio Severo                                       |                                                      | Largo Santander, presso l'ingresso del giardino del Lago                    | Fu progettato da Luigi Canina in stile romano. In cima Canina vi pose una statua dell'imperatore Settimio Severo |
| Propilei Neoclassici                                          | Vedi sezione Ingressi monumentali                    | Vedi sezione Ingressi monumentali                                           | Vedi sezione Ingressi monumentali |
| Prospettiva del Teatro                                        |                                                      | Viale Fiorello La Guardia                                                   | Anticamente era posta tra i giardini e la parte rustica. La facciata è vivacemente decorata. |
| Serbatoio dell'Acqua Marcia                                   | 1922-1925                                            | Parco dei Daini                                                             | Fu progettato da Raffaele De Vico in stile barocco. Il serbatoio veniva utilizzato dai quartieri limitrofi alla villa. |
| Tempio di Diana                                               | 1789                                                 | Viale della Casina di Raffaello                                             | |
| Tempio di Esculapio                                           | 1786                                                 | Giardino del lago                                                           | |
| Monumento a Wolfgang Goethe                                   | 1904                                                 | Viale Goethe                                                                | È stato realizzato da Valentino Casali in marmo di Carrara. È stato donato da Guglielmo II di Germania. Alla base della statua vi sono tre gruppi di sculture inerenti tre fasi della poetica di Goethe rappresentanti: - il 1° Ifigenia ed Oreste per la poesia drammatica; - il 2° Mignon e Lotario, per la poesia lirica; - ed il 3° Faust e Mefistofele per la poesia didascalica.    |
| Monumento a Victor Hugo                                       | 1905                                                 | Piazzale Victor Hugo                                                        | È stato realizzato da Lucien Pallez. È stato donato dalla Lega Franco-Italiana. |
| Monumento a Umberto I                                         | 1926                                                 | Viale della Pineta                                                          | È stato progettato ed iniziato da Davide Calandra nel 1914 e completato da Edoardo Rubino. In seguito fu inaugurato nel 1926. Il basamento è in porfido che sorregge la statua equestre bronzea del re. Due bassorilievi raffigurano il Valore e la Pietà regale. Una statua raffigura l'Italia con il capo velato che piange la morte del re.                                            |
| Monumento all'Alpino e all'Umile Eroe                         | 1940-1957                                            | Viale Pietro Canonica, davanti all'ingresso del museo Museo Canonica        | Nel 1940 Pietro Canonica dona la statua bronzea de "L'umile eroe" raffigurante il mulo Scudela che fu decorato nel primo dopoguerra con una medaglia al valore. Successivamente, nel 1957 fu aggiunta la statua dell'alpino. |
| Monumento a Firdusi                                           | 1958                                                 | Piazzale Ferdowsi                                                           | È stato realizzato da Sadighi in marmo. È stato donato dalla città di Teheran. |
| Monumento a George Byron                                      | 1959 circa                                           | Via della Pineta                                                            | È sito in via della Pineta. Fu inaugurato nel 1959. È una copia della statua scolpita da Bertel Thorvaldsen è sito nel Trinity College di Cambridge. Sul piedistallo vi sono dei brani tratti dal poema di Byron Il pellegrinaggio del giovane Aroldo (Childe Harold's Pilgrimage). |
| Monumento a Francisco de Paula Santander                      | 1961                                                 | Viale Madama Letizia                                                        | È stato realizzato da Carlos Viejo in bronzo. È stato donato dalla Colombia. |
| Monumento a Ahmed Shawqi                                      | 1962                                                 | Piazzale Paolina Borghese                                                   | È stato realizzato da Gamal El Sagini. È stato donato dal Consiglio superiore di letteratura, arti e scienze del Cairo. |
| Monumento a Josè Artigas                                      | 1966                                                 | Largo Josè Artigas                                                          | È una copia dell'originale scolpito da Josè L. Zorilla. È stato donato dall'associazione italo-uruguayana. |
| Monumento a Garcilaso de la Vega                              | 1967                                                 | Piazzale Paolina Borghese                                                   | È stato realizzato da Joaquin Roca Rey in marmo. È stato donato dal comitato peruviano. |
| Monumento a Aleksander Puskin                                 | 2000                                                 | Viale Madama Letizia                                                        | È stato realizzato da Yuri Orekow. È stato donato dalla città di Mosca. |
| Monumento a Nicolaj Gogol                                     | 2002                                                 | Viale Bernadotte                                                            | È stato realizzato da Zurab Cereteli in bronzo. È stato donato dalla Russia. |
| Monumento a Petar Njegos                                      | 2005                                                 | Piazzale Paolina Borghese                                                   | È una copia dell'originale di Sreten Stojanovic. È stato donato dal Montenegro. |
| Monumento a Henryk Sienkiewicz                                | 2006                                                 | Piazzale Ferdowsi                                                           | È stato realizzato da Czeslaw Dźwigaj. È stato realizzato per volere dell'Arciconfraternita degli arcieri di Cracovia. Con il patrocinio dell'ambasciata polacca è stato collocato al posto di un'altra statua di Henryk Sienkiewicz. |
| Monumento a Nizami Ganjavi                                    | 2012                                                 | Viale Madama Letizia                                                        | È stato realizzato da Salxab Məmmədov e Əli İbadullayev. È stato donato dall'Azerbaigian. |
| Monumento ai Fratelli Cairoli                                 | 1883                                                 | Viale del Pincio                                                            | È stato realizzato da Ercole Rosa. |
| Monumento a Enrico Toti                                       | 1922                                                 | Presso l'incrocio di Via dell'Orologio con via della casina Valadier        | Fu realizzato da Arturo Dazzi secondo la moda dell'epoca. |
| Stele commemorativa a José Martí e a Giuseppe Garibaldi       | 1983                                                 | Viale Madama Letizia                                                        | La stele commemora la nascita di Josè Martì che chiamò Garibaldi figlio della libertà patria e umana. |
| Monumento a Jan van der Capellen de Poll                      | XVIII secolo                                         | In deposito momentaneo al Museo Canonica, anticamente nel Giardino del Lago | Fu realizzato da Giuseppe Ceracchi per i Paesi Bassi. Fu acquistato dai Borghese nel 1835 che la suddivisero nelle sue quattro parti eliminando ogni rapporto tra di loro. Le quattro sezioni del monumento rappresentano: il giurista Cappellen de Poll in abbigliamento romano, le allegorie della Temperanza e della Giustizia, un'allegoria della Fortezza rappresentato da un leone. |
| Monumento a Simón Bolívar                                     | 1930                                                 | Piazzale Simon Bolivar                                                      | La statua venne realizzata da Pietro Canonica e originariamente si trovava in uno slargo della via Flaminia (oggi piazzale Manila). Il monumento venne spostato nel 1960 e venne collocato davanti all'Accademia britannica. |
| Stele a George Washington                                     | 2000                                                 | Viale Giorgio Washington                                                    | |
| Tempio di Antonino e Faustina                                 | 1792                                                 | Viale di Antonino e Faustina                                                | Fu progettato da Cristoforo Unterperger su commissione di Marcantonio Borghese. È stato realizzato mediante delle rovine antiche atte a rappresentare un rudere secondo una moda inglese. Ai due lati vi sono due altari con delle iscrizioni in greco. |
| Busti del Pincio                                              | Epoca varia                                          | Vari viali del Pincio                                                       | |

## Ingressi monumentali
| Nome ingresso                                   | Epoca di costruzione | Localizzazione                    | Descrizione e cenni storici |
| ----------------------------------------------- | -------------------- | --------------------------------- | --- |
| Portale Flaminio Ponzio                         | 1609                 | Via Pinciana, presso il civico 67 | La porta è ad arco decorata con stemmi. Fu costruita da Flaminio Ponzio in qualità di ingresso principale. Successivamente, tra il 1910 ed il 1912 il portale venne posto più indietro per consentire un ampliamento della via Pinciana stessa. |
| Propilei delle aquile                           | 1790                 | Piazzale san Paolo del Brasile    | Vennero edificati da A. Asprucci e collocati presso l'ingresso al Muro Torto, nel 1933 furono spostati presso Porta Pinciana. |
| Propilei neoclassici                            | Termine del 1827     | Piazzale Flaminio                 | Furono progettati da L. Canina su modelli dell'antica Grecia. |
| Portale del leone                               | XVII secolo          | Via P. Raimondi                   | La sua costruzione è attribuita a Flaminio Ponzio. Delle originarie decorazioni rimangono la protome a forma di leone sopra la chiave di volta. Dà accesso al Parco dei Daini.                                                                  |
| Portale del drago                               | 1617                 | Via Pinciana                      | Termina in un timpano e con lo stemma del drago della famiglia Borghese. Attualmente dà accesso ad una scuola materna sita nell'ex Casino degli Uffizi.                                                                                         |
| Portale dei vasi (ex Portale di Porta Pinciana) | Prima del 1914       | Via U. Aldovrandi                 | Originariamente si trovava presso Porta Pinciana. Nel 1914 fu spostato presso l'ingresso del Giardino Zoologico di Roma aperto nel 1911. |

## Musei

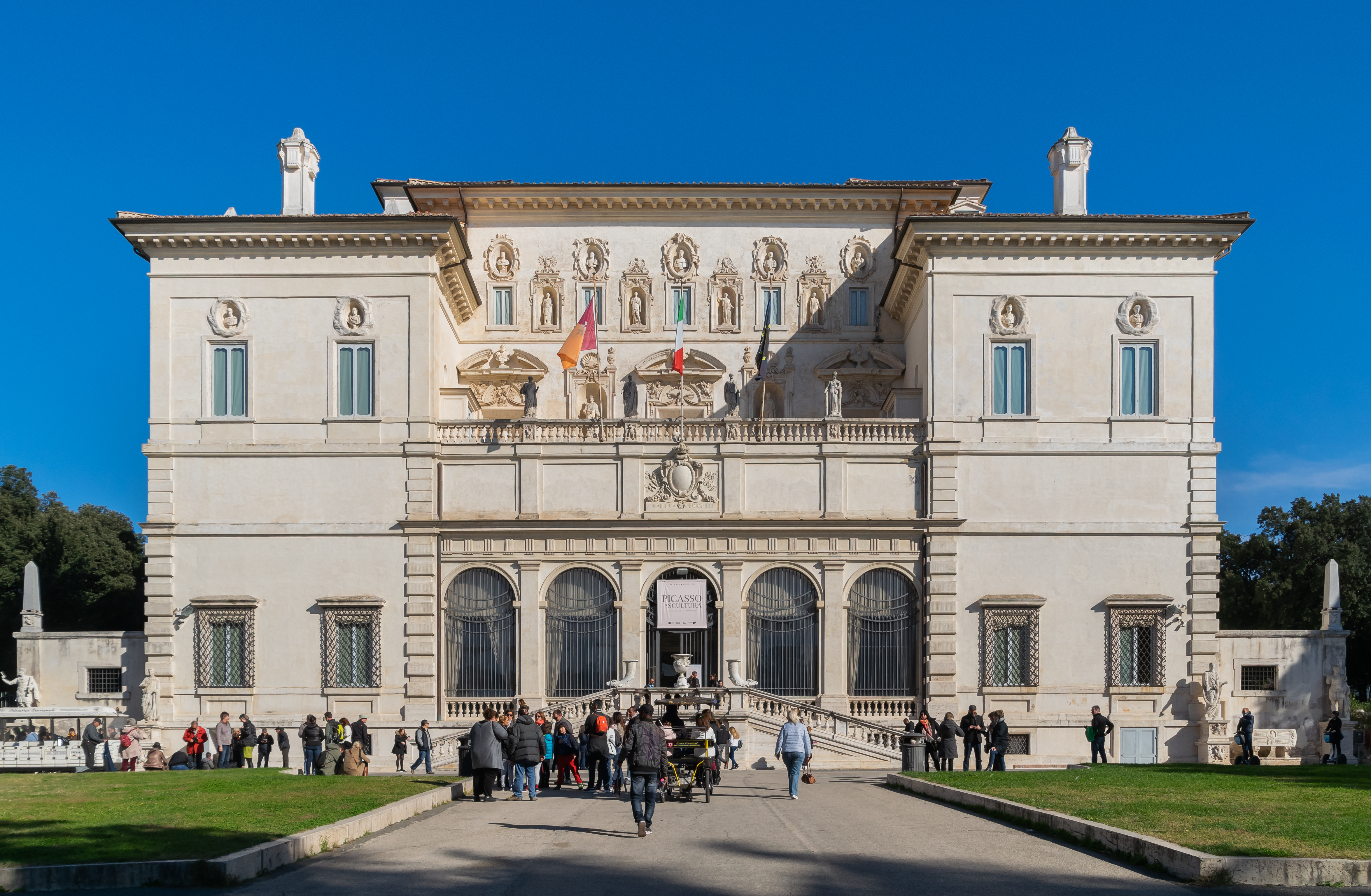
La Galleria Borghese

All'interno o in prossimità del parco sono situati numerosi musei:
- la Galleria Borghese
- il Museo Canonica
- il Museo Carlo Bilotti
- la Galleria nazionale d'arte moderna
- il Museo nazionale etrusco di Villa Giulia
- il Museo civico di zoologia

Inoltre Il parco ospita la Casa del cinema, la Casina di Raffaello, il Gigi Proietti Globe Theatre e il Bioparco.

## Flora
Di seguito ecco la lista dei principali alberi di Villa Borghese:
| Nome comune pianta              | Nome scientifico                 |
| ------------------------------- | -------------------------------- |
| Cipresso calvo                  | Taxodium distichum               |
| Larice                          | Larix decidua                    |
| Pino domestico o Pino da pinoli | Pinus pinea                      |
| Pino strobo                     | Pinus strobus                    |
| Cipressi                        | Cupressus sempervirens           |
| Cipresso calvo delle paludi     | Taxodium distichum               |
| Cedro dell'Atlante              | Cedrus atlantica                 |
| Cedro dell'Himalaia             | Cedrus deodara                   |
| Cedro del Libano                | Cedrus Libani                    |
| Abete bianco                    | Abies alba                       |
| Abete rosso                     | Picea abies                      |
| Leccio                          | Quercus ilex                     |
| Quercia da sughero              | Quercus suber                    |
| Cerro                           | Quercus cerris                   |
| Quercia rossa                   | Quercus rubra                    |
| Farnia                          | Quercus robur                    |
| Olmo siberiano                  | Ulmus pumila                     |
| Olmo campestre                  | Ulmus campestris o Ulmus minor   |
| Bagolaro o spaccasassi          | Celtis australis                 |
| Pioppi cipressini               | Populus nigra varietà italica    |
| Pioppo nero                     | Populus nigra                    |
| Triacanto                       | Gleditsia triacanthos            |
| Tigli                           | Tilia cordata                    |
| Noci                            | Juglans nigra                    |
| Noci                            | Juglans regia                    |
| Ailanti                         | Ailanthus glandulosa             |
| Aceri                           | Acer negundo                     |
| Aceri                           | Acer campestris o Acer campestre |
| Ippocastani                     | Aesculus hippocastanum           |
| Robinia                         | Robinia pseudoacacia             |
| Albero di Giuda o siliquastro   | Cercis siliquastrum              |
| Albero del Rosario              | Melia azedarach                  |
| Paulonia                        | Paulownia tomentosa              |
| Koelreuteria                    | Koelreuteria paniculata          |

Ed ecco di seguito la lista delle piante erbacee di Villa Borghese:
| Nome comune pianta | Nome scientifico           |
| ------------------ | -------------------------- |
| Pratolina          | Bellis perennis            |
| Flavagello         | Ranunculus ficaria         |
| Anemone            | Anemone stellata hortensis |
| Calendula          | Calendula arvensis         |
| Asfodelo           | Asfodelus albus            |
| Romulea            | Romulea bubocondium        |
| Giacinto selvatico | Bellevalia ciliata         |
| Ornitogallo        | Ornithogallum umbellatum   |
| Aglio selvatico    | Allium neapolitanum        |
| Cicuta maggiore    | Conium maculatum           |
| Orchidea           | Ophyx apifera              |
| Aro o gigaro       | Arum italicum              |
| Ciclamino          | Ciclamen neapolitanum      |
| Pervinca           | Vinca mayor                |
| Cappero            | Capparis spinosa           |
| Polipodio          | Polipodium vulgaris        |
| Felci              | Anogramma leptophylla      |

## Fauna
Avifauna sita in tutta la villa:
| Nome comune animale            | Nome scientifico                      |
| ------------------------------ | ------------------------------------- |
| Merlo                          | Turdus merula                         |
| Cornacchia grigia              | Corvus cornix                         |
| Taccola                        | Coloeus monedula                      |
| Storno                         | Sturnus vulgaris                      |
| Passero domestico Cinciallegra | Passer domesticus italiae Parus major |
| Pettirosso                     | Erithacus rubecula                    |
| Fringuello                     | Fringilla coelebs                     |
| Scricciolo                     | Troglodytes troglodytes               |
| Cardellino                     | Carduelis carduelis                   |
| Picchio rosso maggiore         | Picoides major                        |
| Falco pellegrino               | Falco peregrinus                      |
| Gheppio                        | Falco tinnunculus                     |
| Civetta                        | Athene noctua                         |
| Allocco                        | Strix aluco                           |

Avifauna sita nel piccolo lago artificiale:
| Nome comune animale | Nome scientifico              |
| ------------------- | ----------------------------- |
| Oche                |                               |
| Anatra domestica    | Anas platyrhynchos domesticus |
| Gabbiano comune     | Larus ridibundus              |
| Gabbiano reale      | Larus cachinnans              |
| Canapiglia          | Anas strepera                 |
| Germano reale       | Anas platyrhynchos            |
| Cormorano           | Phalacrocorax carbo           |
| Airone cenerino     | Ardea cinerea                 |
| Gallinella d'acqua  | Gallinula chloropus           |

Ittiofauna:
| Nome comune animale | Nome scientifico           |
| ------------------- | -------------------------- |
| Persico trota       | Micropterus salmoides      |
| Persico sole        | Lepomis gibbosus           |
| Carpa               | Cyprinus carpio            |
| Gambusie            | Gambusia affinis holbrooki |

Mammiferi:
| Nome comune animale | Nome scientifico    |
| ------------------- | ------------------- |
| Scoiattolo          | Sciurus vulgaris    |
| Ratto nero          | Rattus rattus       |
| Topo selvatico      | Apodemus sylvaticus |
| Riccio              | Erinaceus europaeus |

Rettili:
| Nome comune animale           | Nome scientifico          |
| ----------------------------- | ------------------------- |
| Lucertola muraiola            | Podarcis muralis          |
| Lucertola campestre           | Podarcis sicula           |
| Geco                          | Tarentola mauritanica     |
| Testuggine palustre americana | Trachemys scripta elegans |
| Testuggine palustre           | Emys orbicularis          |
| Biacco                        | Hierophis viridiflavus    |
| Colubro di Esculapio          | Elaphe longissima         |

Tra gli insetti xilofagi, infine, è da citare il Cerambicide (Cerambix cerdo) visibile in tarda primavera verso il tramonto sui tronchi degli alberi.

## Collegamenti di trasporto
È raggiungibile dal capolinea Flaminio del tram 
È raggiungibile dal capolinea Valle Giulia e dalle fermate Galleria Arte Moderna, Aldrovandi e Bioparco del tram 
| È raggiungibile dalle fermate Museo Etrusco Villa Giulia, Galleria Arte Moderna, Aldrovandi e Bioparco | del tram 19 |

|  | È raggiungibile dalla stazione Piazzale Flaminio. |